# Clifford Rozier
Clifford Glen Rozier II (Bradenton, Florida; 31 de octubre de 1972-6 de julio de 2018) fue un baloncestista estadounidense que jugó cuatro temporadas en la NBA. Con 2.11 metros de estatura, jugaba en las posiciones de ala-pívot y pívot.

## Trayectoria deportiva

### Universidad
Rozier asistió un año a la Universidad de North Carolina, donde promedió 4.9 puntos y 3 rebotes, antes de ser transferido a la Universidad de Louisville. Con los Cardinals jugó dos temporadas en las que aportó unos promedios de 15,7 puntos y  10,9 rebotes y 18,1 puntos y 11,1 rebotes, respectivamente. En su año sénior fue nombrado en el primer equipo del All-America.

### Profesional
Fue seleccionado en la 16.ª posición del Draft de la NBA de 1994 por Golden State Warriors, donde pasó dos temporadas. En su año rookie aportó 6,8 puntos y 7,4 rebotes, jugando además el Rookie Game del All-Star Weekend. Tras una gris segunda campaña en los Warriors fue traspasado a Orlando Magic junto a Rony Seikaly y una segunda ronda de draft a cambio de Felton Spencer, Jon Koncak y Donald Royal. Al poco tiempo fue despedido sin llegar a debutar en el equipo y firmó como agente libre con Toronto Raptors el 22 de enero de 1997. Entremedias, pasó de manera fugaz por el Pamesa Valencia de la Liga ACB española. En la temporada 1997-98 disputó 6 partidos con Minnesota Timberwolves.
Desde entonces, Rozier desarrolló su carrera en las ligas menores de Estados Unidos, jugando hasta 1999 en la CBA.
Falleció a los 45 años, víctima de un ataque cardiaco.

#### Estadísticas

##### Temporada regular
| Temp.   | Edad | Equipo       | Liga | P   | TIT | MIN  | TC  | TCA | %TC  | 3P  | 3PA | %3P  | TL  | TLA | %TL  | R.OF. | R.DEF. | REB | ASIS | ROB | TAP | PER | FP  | PTS |
| 1994-95 | 22   | Golden State | NBA  | 66  | 34  | 22.6 | 2.9 | 5.9 | .485 | 0.0 | 0.1 | .286 | 1.0 | 2.3 | .447 | 3.0   | 4.3    | 7.4 | 0.7  | 0.5 | 0.6 | 1.3 | 3.0 | 6.8 |
| 1995-96 | 23   | Golden State | NBA  | 59  | 1   | 12.3 | 1.3 | 2.3 | .585 | 0.0 | 0.0 | .000 | 0.4 | 0.9 | .473 | 1.2   | 1.7    | 2.9 | 0.4  | 0.3 | 0.5 | 0.7 | 2.3 | 3.1 |
| 1996-97 | 24   | TOTAL        | NBA  | 42  | 29  | 17.5 | 1.9 | 4.1 | .454 | 0.0 | 0.0 | .000 | 0.7 | 1.5 | .508 | 2.4   | 3.1    | 5.6 | 0.7  | 0.6 | 1.0 | 0.7 | 2.3 | 4.5 |
| 1996-97 | 24   | Golden State | NBA  | 1   | 0   | 5.0  | 0.0 | 1.0 | .000 | 0.0 | 0.0 |      | 0.0 | 0.0 |      | 0.0   | 0.0    | 0.0 | 0.0  | 0.0 | 0.0 | 0.0 | 0.0 | 0.0 |
| 1996-97 | 24   | Toronto      | NBA  | 41  | 29  | 17.9 | 1.9 | 4.2 | .457 | 0.0 | 0.0 | .000 | 0.8 | 1.5 | .508 | 2.5   | 3.2    | 5.7 | 0.8  | 0.6 | 1.1 | 0.7 | 2.4 | 4.6 |
| 1997-98 | 25   | Minnesota    | NBA  | 6   | 0   | 5.0  | 0.5 | 1.0 | .500 | 0.0 | 0.0 |      | 0.0 | 0.2 | .000 | 0.5   | 0.5    | 1.0 | 0.0  | 0.0 | 0.0 | 0.7 | 1.2 | 1.0 |
| Total   |      |              | NBA  | 173 | 64  | 17.2 | 2.0 | 4.1 | .496 | 0.0 | 0.1 | .182 | 0.7 | 1.6 | .465 | 2.2   | 3.0    | 5.2 | 0.6  | 0.5 | 0.7 | 0.9 | 2.5 | 4.8 |